# Круммбек
Круммбек (нім. Krummbek) — громада в Німеччині, розташована в землі Шлезвіг-Гольштейн. Входить до складу району Плен. Складова частина об'єднання громад Пробстай.
Площа — 5,48 км2. Населення становить 402 ос. (станом на 31 грудня 2020).